# Заражение (фильм, 1980)
«Заражение» (англ. Contamination) — научно-фантастический фильм ужасов 1980 года режиссёра Луиджи Коцци. Фильм имел сдержанный успех, что, по мнению режиссёра, объясняется основной страной-производителем — Италией.

## Сюжет
В гавань Нью-Йорка на большой скорости направляется грузовое морское судно. Береговая охрана перехватывает судно, вместе с врачами спускается на борт, но никаких признаков жизни не обнаруживает. Вскоре, однако, следы пребывания людей всё-таки обнаруживаются — полицейские находят обезображенные тела членов судовой команды, имеющих разорванные грудные клетки. Здесь же, в трюме они также находят странные зелёные яйца небольшого размера. Одно из таких яиц является полупрозрачным, больше остальных и с пульсирующим внутри светом. Когда же один из врачей берёт это яйцо в руки, оно взрывается, высвобождая зелёные инопланетные личинки.
В это же время в джунгли Южной Америки отправляется экспедиция, которая выясняет, что на Землю проникли инопланетяне, намеревающиеся управлять всей планетой. Для этого они используют личинки, которые проникают внутрь человеческого организма.

## В ролях
- Иэн Макаллох — капитан Иэн Хаббард
- Луиза Марло — полковник Стелла Холмс
- Марино Мазе — лейтенант Тони Арис
- Зигфрид Рох — Гамильтон
- Жизела Хан — Перла де ла Крус
- Карло де Меджо — агент Янг
- Карло Монни — др. Тернер

## Производство
Первоначально картина должна была сниматься на Гаити, и для того, чтобы осмотреться, режиссёр Луиджи Коцци на месяц остался в столице Доминиканской республики Санто-Доминго, где, помимо прочего, работал над несколькими сценариями для Аристиде Массачези, ищущего новые идеи для своих фильмов. Тем не менее, сам фильм снимался в Колумбии с минимальными затратами.

## Критика и художественные особенности

### «Чужой»
Ещё до начала съёмок, как отмечал Луиджи Коцци, если вы хотите снять фильм, вы сначала должны обратить своё внимание на фильмы, собравшие наибольшую кассу, ему пришлось ориентироваться на кинофильм «Чужой», так как он был на тот момент вторым в рейтинге кассовых сборов. В дальнейшем Коцци обратился к дистрибьютеру и сказал, что может сделать нечто похожее на «Чужого». Дистрибьютеры сразу заинтересовались и потребовали сценарий. В то же время режиссёр не хотел, чтобы это был обычный рип-офф, копирование чужого произведения, и, по его мнению, он сделал именно собственную историю.
Впоследствии очень сильную схожесть некоторых сцен фильма с таковыми из «Чужого» отмечали сотрудники журнала Witchstory, а многие и вовсе обычно называют картину рип-оффом фильма.

### Мнение режиссёра. Другие позиции
Режиссёр картины Луиджи Коцци отмечает культовость картины, обозначив её смешением научной фантастики, сплаттера и готики. В плане же схожести с иными картинами он делает акцент на телевизионных сериалах «Эксперимент Квотермасса» и «Квотермасс 2». Кроме того, первая часть фильма была взята из кинофильма «Они!»:

Вы видите самолёт, патрулирующий пустыню. Затем появляется бредущая по пустыне девочка. Летчик вызывает по рации патрульную машину для того, чтобы узнать, что случилось с девочкой. То же самое и в фильме «Заражение»…
Другим повлиявшим на картину явлением были шпионские фильмы:

Дистрибьютор хотел, чтобы получился «Чужой», продюсер хотел, чтобы получился Джеймс Бонд.…А я хотел, чтобы это была научная фантастика! Таким образом, получилось смешение этих элементов.
Луис Поль в своей книге Italian Horror Film Directors отметил в отношении фильма то, что он выгодно эксплуатирует популярный для того времени сюжет, а также его схожесть с картиной «Зомби» Лучо Фульчи.